# Titowka

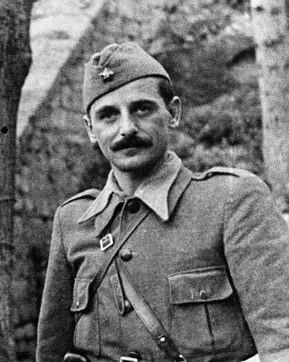
Koča Popović w titowce

Titowka (serb.-chorw. Титовка / Titovka) – nakrycie głowy, rodzaj furażerki noszonej przez jugosłowiańskich partyzantów w czasie II wojny światowej, która później stała się regulaminową częścią munduru Jugosłowiańskiej Armii Ludowej i Związku Pionierów Jugosławii. Nazwana na cześć założyciela SFRJ, Josipa Broz Tito.
Początkowo, od drugiej połowy 1941 roku, partyzanci w Chorwacji, Słowenii i zachodniej Bośni nosili czapkę zwaną „triglavką”. Na rozkaz Josipa Broza Tito z kwietnia 1944 roku titowka została wprowadzona jako obowiązkowy element umundurowania Ludowej Armii Wyzwoleńczej Jugosławii w miejsce triglavki i z czasem stała się jednym z najsłynniejszych symboli jugosłowiańskich partyzantów. Jej charakterystycznym elementem była umieszczona centralnie z przodu czerwona gwiazda.
W latach powojennych jugosłowiańscy pionierzy nosili białą lub niebieską titowkę.